# Skin and Bones
Skin and Bones – pierwszy album koncertowy amerykańskiego zespołu rockowego Foo Fighters. Zawiera on nagrania z koncertu, który odbył się w Pantages Theater w Los Angeles 29, 30 i 31 sierpnia 2006. Album został wydany 7 listopada 2006. Tego samego dnia zostało wydane również DVD z tego koncertu – Skin and Bones (DVD). Album uzyskał status złotej płyty w Australii i Irlandii. 
Tytułowy utwór został umieszczony na stronie B singla "DOA" i na minialbumie Five Songs and a Cover.

## Lista utworów
Sporządzono na podstawie materiału źródłowego.
1. "Razor" - 6:48
2. "Over and Out" - 5:56
3. "Walking After You" - 5:18
4. "Marigold" - 3:19
5. "My Hero" - 4:51
6. "Next Year" - 4:34
7. "Another Round" - 4:55
8. "Big Me" - 3:01
9. "Cold Day in the Sun" - 3:26
10. "Skin and Bones" - 4:00
11. "February Stars" - 5:51
12. "Times Like These" - 5:25
13. "Friend of a Friend" - 4:01
14. "Best of You" - 5:02
15. "Everlong" - 6:37